# Florbela Espanca
Florbela Espanca (Conceição, Vila Viçosa, 8 de dezembro de 1894 — Matosinhos, 8 de dezembro de 1930), batizada como Flor Bela Lobo, e que opta por se autonomear Florbela d'Alma da Conceição Espanca, foi uma poetisa portuguesa. A sua vida, de apenas 36 anos, foi plena, embora tumultuosa, inquieta e cheia de sofrimentos íntimos, que a autora soube transformar em poesia da mais alta qualidade, carregada de erotização, feminilidade e panteísmo. Há uma biblioteca com o seu nome em Matosinhos.

## Biografia

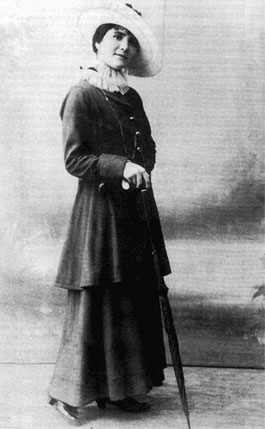
Antiga fotografia da poetisa portuguesa Florbela Espanca (1894–1930)

Filha de Antónia da Conceição Lobo e do republicano João Maria Espanca (1866–1954), nasceu no dia 8 de dezembro de 1894 em Vila Viçosa, no Alentejo. O seu pai foi sobretudo um antiquário e um fotógrafo, tendo também ganho a vida com outras atividades, como a de projeção de filmes. De facto, foi um dos introdutores do "Vitascópio de Edison" em Portugal.
O seu pai era casado com Mariana do Carmo Inglesa Toscano, que era estéril, sendo filho de José Maria Espanca (1830–1883) e Joana Fortunata Pires Espanca (1830–1917). Com a autorização da mulher, João Maria relacionou-se com a camponesa Antónia da Conceição Lobo, filha de pais incógnitos, criada de servir, mulher bela e vistosa. Assim nasceram Florbela, batizada na freguesia de Conceição (Vila Viçosa) a 20 de junho de 1895, e, três anos depois, Apeles, em 10 de março de 1897, ambos registados como filhos de Antónia e pai incógnito. João Maria Espanca criou-os na sua casa. Apesar de Mariana ter passado a ser madrinha de batismo dos dois, João Maria só reconheceu Florbela como a sua filha em cartório 18 anos após a morte dela.
Entre 1899 e 1908, Florbela Espanca frequentou a escola primária em Vila Viçosa. Foi naquele tempo que passou a assinar os seus textos Flor d’Alma da Conceição. As suas primeiras composições poéticas datam dos anos 1903–1904: o poema "A Vida e a Morte", o soneto em redondilha maior em homenagem ao irmão Apeles e um poema escrito por ocasião do aniversário do pai "No dia d'anos", com a seguinte dedicatória: «Ofereço estes versos ao meu querido papá da minha alma». Em 1907, Espanca escreveu o seu primeiro conto: "Mamã!" No ano seguinte, faleceu a sua mãe, Antónia, com apenas 29 anos, vítima de nevrose.
Espanca ingressou então no Liceu Nacional de Évora, onde permaneceu até 1912. Foi uma das primeiras mulheres em Portugal a frequentar um curso liceal. Durante os seus estudos no Liceu, Espanca requisitou diversos livros na Biblioteca Pública de Évora, aproveitando então para ler obras de Balzac, Dumas, Camilo Castelo Branco, Guerra Junqueiro, Garrett. Quando ocorreu a revolução de 5 de outubro de 1910, Espanca está há dois dias com a família na capital, no Francfort Hotel Rossio, mas não se conhecem comentários seus à sua vivência deste dia.

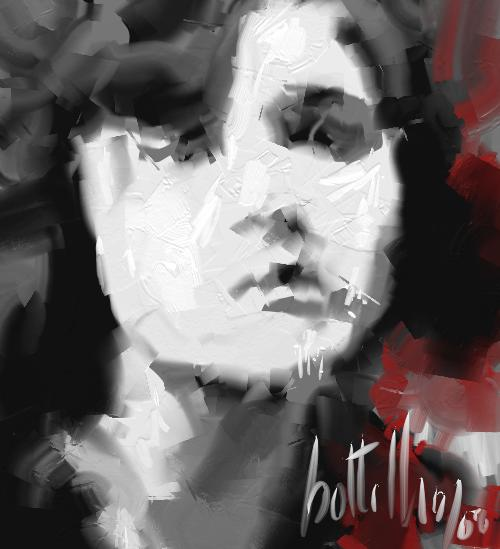
Florbela Espanca, por Bottelho (2008).

Pouco antes de completar 19 anos, por despacho do juiz da Comarca de Vila Viçosa de 28 de novembro de 1913, obteve o alvará de emancipação. Assim, a 8 de dezembro de 1913, dia do seu 19.º aniversário, casou-se no n.º 55 da Rua Gomes Jardim, em Vila Viçosa, freguesia de São Bartolomeu, com Alberto de Jesus Silva Moutinho, seu colega da escola, então de 20 anos, natural de Évora (freguesia de Santo Antão), filho de Manuel de Jesus Silva Moutinho e Costa, natural da freguesia de Aveloso, concelho de Meda, e de Antónia Rita da Silva Moutinho, natural de Évora (freguesia de São Pedro). O casal morou primeiro em Redondo. Em 1915, instalou-se na casa dos Espanca em Évora, por causa das dificuldades financeiras.
Em 1916, de volta a Redondo, a poetisa reuniu uma seleção da sua produção poética desde 1915, inaugurando assim o projeto Trocando Olhares. A coletânea de oitenta e cinco poemas e três contos serviu-lhe mais tarde como ponto de partida para futuras publicações. Na época, as primeiras tentativas de promover as suas poesias falharam.
No mesmo ano, Espanca iniciou-se como jornalista em Modas & Bordados (suplemento de O Século de Lisboa), em Notícias de Évora e em A Voz Pública, também eborense. A poetisa regressou de novo a esta cidade em 1917. Completou o 11.º ano do Curso Complementar de Letras e matriculou-se na Faculdade de Direito da Universidade de Lisboa. Foi uma das catorze mulheres entre trezentos e quarenta e sete alunos inscritos. Aí teve como colegas de curso os escritores e poetas Américo Durão e Mário Beirão.
Um ano mais tarde, a escritora sofreu as consequências de um aborto involuntário, que lhe teria infetado os ovários e os pulmões. Repousou em Quelfes (Olhão), onde apresentou os primeiros sinais sérios de neurose.
Em 1919, saiu a sua primeira obra, Livro de Mágoas, um livro de sonetos. A tiragem (duzentos exemplares) esgotou-se rapidamente. Um ano mais tarde, sendo ainda casada, a escritora passou a viver com António José Marques Guimarães, alferes de Artilharia da Guarda Republicana.
Em meados do 1920, interrompeu os estudos na Faculdade de Direito. A 30 de abril de 1921, por sentença proferida na Comarca de Vila Viçosa, obteve o divórcio de Alberto de Jesus Silva Moutinho. Em 29 de junho de 1921, pôde finalmente casar-se com António Guimarães. O casal passou a residir no Porto, mas, no ano seguinte, transferiu-se para Lisboa, onde Guimarães se tornou chefe de gabinete do Ministro do Exército. Neste ano, o seu pai divorciou-se de Mariana, casando no ano seguinte com Henriqueta de Almeida.
Em 1922, a 1 de agosto, a recém-fundada Seara Nova publicou o seu soneto Prince charmant…, dedicado a Raul Proença. Em janeiro de 1923, veio a lume a sua segunda coletânea de sonetos, Livro de Sóror Saudade, edição paga pelo pai da poetisa. Para sobreviver, Espanca começou a dar aulas particulares de português.
Em 1925, divorciou-se pela segunda vez. Esta situação abalou-a muito. O seu ex-marido, António Guimarães, abriu mais tarde uma agência, "Recortes", que colecionava notas e artigos sobre vários autores. O seu espólio pessoal reúne o mais abundante material que foi publicado sobre Espanca, desde 1945 até 1981. Ao todo são 133 recortes. Ainda em 1925, a poetisa casou com o médico Mário Pereira Lage, que conhecia desde 1921, e com quem vivia desde 1924. O casamento decorreu em Matosinhos, no Distrito do Porto, onde o casal passou a morar a partir de 1926. Em dezembro de 1925, falece também a "madrasta" e madrinha de Florbela, que lhe lega vários bens.
Em 1927, a autora principiou a sua colaboração no jornal Dom Nuno de Vila Viçosa, dirigido por José Emídio Amaro. Naquele tempo, não encontrava editor para a coletânea Charneca em Flor. Preparava também um volume de contos, provavelmente O Dominó Preto, publicado postumamente apenas em 1982. Começou a traduzir romances para as editoras Civilização e Figueirinhas do Porto. No mesmo ano, em 6 de junho, Apeles Espanca, o irmão da escritora, de apenas 30 anos, faleceu num trágico acidente de avião, perto de Belém. A sua morte foi devastadora para Espanca. Em homenagem ao irmão, Espanca escreveu o conjunto de contos de As Máscaras do Destino, volume publicado postumamente em 1931. Entretanto, a sua doença mental agravou-se bastante. Em 1928, ela teria tentado o suicídio pela primeira vez.
Em 1930, Espanca começou a escrever o seu Diário do Último Ano, publicado só em 1981. A 18 de junho, principiou a correspondência com Guido Battelli, professor italiano, visitante na Universidade de Coimbra, responsável pela publicação da Charneca em Flor em 1931. Na altura, a poetisa colaborou também no Portugal feminino de Lisboa, na revista Civilização e no Primeiro de Janeiro, ambos do Porto.
Espanca tentou o suicídio por duas vezes mais em outubro e novembro de 1930, na véspera da publicação da sua obra-prima, Charneca em Flor. Após o diagnóstico de um edema pulmonar, a poetisa perdeu definitivamente a vontade de viver. Não resistiu à terceira tentativa do suicídio. Faleceu em Matosinhos, no dia do seu 36.º aniversário, a 8 de dezembro de 1930. A causa da morte foi uma "overdose" de barbitúricos. A poetisa teria deixado uma carta confidencial com as suas últimas disposições, entre elas, o pedido de colocar no seu caixão os restos do avião pilotado por Apeles quando sofreu o acidente. O corpo dela jaz, desde 17 de maio de 1964, no cemitério de Vila Viçosa, a sua terra natal.
Leia-se a quadra desse "admirável soneto que é o seu voo quebrado e que principia assim":
Não tenhas medo, não! Tranquilamente,//Como adormece a noite pelo outono,//Fecha os olhos, simples, docemente,//Como à tarde uma pomba que tem sono…
Em 1949, a Câmara Municipal de Lisboa homenageou a poetisa, dando o seu nome a uma rua junto à Avenida da Igreja, em Alvalade.

## Obra
Autora polifacetada: escreveu poesia, contos, um diário e epístolas; traduziu vários romances e colaborou ao longo da sua vida em revistas e jornais de diversa índole, Florbela Espanca antes de tudo é poetisa. É à sua poesia, quase sempre em forma de soneto, que ela deve a fama e o reconhecimento. A temática abordada é principalmente amorosa. O que preocupa mais a autora é o amor e os ingredientes que romanticamente lhe são inerentes: solidão, tristeza, saudade, sedução, desejo e morte. A sua obra abrange também poemas de sentido patriótico, inclusive alguns em que é visível o seu patriotismo local: o soneto "No meu Alentejo" é uma glorificação da terra natal da autora.

Se tu viesses ver-me hoje à tardinha,

A essa hora dos mágicos cansaços,

Quando a noite de manso se avizinha,

E me prendesses toda nos teus braços...

Quando me lembra: esse sabor que tinha

A tua boca... o eco dos teus passos...

O teu riso de fonte... os teus abraços...

Os teus beijos... a tua mão na minha...

Se tu viesses quando, linda e louca,

Traça as linhas dulcíssimas dum beijo

E é de seda vermelha e canta e ri

E é como um cravo ao sol a minha boca...

Quando os olhos se me cerram de desejo...

E os meus braços se estendem para ti...

Florbela Espanca (‘’Charneca em flor’’)
Somente duas antologias, Livro de Mágoas (1919) e Livro de Sóror Saudade (1923), foram publicadas em vida da poetisa. Outras, Charneca em Flor (1931), Juvenília (1931) e Reliquiae (1934) saíram só após o seu falecimento. Toda a obra poética de Espanca foi reunida por Guido Battelli num volume chamado Sonetos Completos, publicado pela primeira vez em 1934. Em 1978 tinham saído 23 edições do livro. As peças anteriores às primeiras publicações da poetisa foram coligidas pela primeira vez por Rui Guedes nas OBRAS COMPLETAS DE FLORBELA ESPANCA — 8 volumes, recolha, leitura e notas Rui Guedes; prefácio de Jose Carlos.
Seabra Pereira, em Lisboa, Dom Quixote, 1985–1986. Mais tarde, em 1994, Mária Lúcia Dal Farra, editou o volume que incluía também esses primeiros textos, em Trocando Olhares.
A prosa de Espanca exprime-se através do conto (em que domina a figura do irmão da poetisa), de um diário, que antecede a sua morte, e em cartas várias. Algumas peças da sua correspondência são de natureza familiar, outras tratam de questões relacionadas com a sua produção literária, quer num sentido interrogativo quanto à sua qualidade, quer quanto a aspetos mais práticos, como a sua publicação. Nas diferentes manifestações epistolares sobressaem qualidades que nem sempre estão presentes na restante produção em prosa — naturalidade e simplicidade.
António José Saraiva e Óscar Lopes na sua História da Literatura Portuguesa descrevem Florbela Espanca como sonetista de "laivos anterianos" e semelhante a António Nobre. Admitem que foi "uma das mais notáveis personalidades líricas isoladas, pela intensidade de um emotivo erotismo feminino, sem precedentes entre nós [portugueses], com tonalidades ora egoístas ora de uma sublimada abnegação que ainda lembra Sóror Mariana, ora de uma expansão de amor intenso e instável(…)".
A obra de Espanca "precede de longe e estimula um mais recente movimento de emancipação literária da mulher, exprimindo nos seus acentos mais patéticos a imensa frustração feminina das (…) opressivas tradições patriarcais."
Rolando Galvão, autor de um artigo sobre Florbela Espanca publicado na página eletrónica Vidas Lusófonas, caracteriza assim a obra florbeliana:
"Como dizem vários estudiosos da sua pessoa e obra, Florbela surge desligada de preocupações de conteúdo humanista ou social. Inserida no seu mundo pequeno burguês, como evidencia nos vários retratos que de si faz ao longo dos seus escritos. Não manifesta interesse pela política ou pelos problemas sociais. Diz-se conservadora. (…) O seu egocentrismo, que não retira beleza à sua poesia, é por demais evidente para não ser referenciado praticamente por todos. Sedenta de glória, diz Henrique Lopes de Mendonça, transcrito por Carlos Sombrio.
Na sua escrita há um certo número de palavras em que insiste incessantemente. Antes de mais, o EU, presente, dir-se-á, em quase todas as peças poéticas. Largamente repetidos vocábulos reflexos da paixão: alma, amor, saudade, beijos, versos, poeta, e vários outros, e os que deles derivam. Escritos de âmbito para além dos que caracterizam essa paixão não são abundantes, particularmente na obra poética. Salvo no que se refere ao seu Alentejo. Não se coloca como observadora distante, mesmo quando tal parece, exterior a factos, ideias, acontecimentos."
O autor do artigo lembra também a correspondência da poetisa com o irmão, Apeles, e com uma amiga próxima, que apenas viu em retrato. Repara que os excessos verbais da escritora são provocados pela sua imoderação para exprimir uma paixão. A sua exaltação do amor fraternal é considerada fora do comum. Galvão repara que esses limites alargados na expressão do amor, da amizade e das afeições, são na obra florbeliana uma constante.

## Florbela Espanca por outros poetas
Florbela Espanca causou grande impressão entre seus pares e entre literatos e público de seu tempo e de tempos posteriores. Além da influência que seus versos tiveram nos versos de tantos outros poetas, são aferidas também algumas homenagens prestadas por outros eminentes poetas à pessoa humana e lírica da poetisa. Manuel da Fonseca, em seu "Para um poema a Florbela" de 1941, cantava "(…)«E Florbela, de negro,/ esguia como quem era,/ seus longos braços abria/ esbanjando braçados cheios/ da grande vida que tinha!»". Também Fernando Pessoa, em um poema datilografado e não datado de nome "À memória de Florbela Espanca", descreve-a como "«alma sonhadora/ Irmã gémea da minha!»".

## Florbela Espanca na música
O grupo musical português Trovante musicou o soneto "Ser poeta", incluído no volume Charneca em Flor. A canção intitulada "Perdidamente", com música de João Gil, tornou-se numa das músicas mais populares da banda. Faz parte do álbum Terra Firme, lançado em 1987. O cantor e compositor brasileiro Fagner interpretou o poema "Fanatismo", da coletânea Soror Saudade, com sua composição do mesmo nome no álbum Traduzir-se (1981) e também "Fumo", Tortura” e “Frieza” no álbum Fagner (1982) (ver:)
A banda de pós-punk portuguesa, dos anos 80, Morituri, no tema Tédio, incluía trechos dos poemas Tédio, Desalento e Mais Triste do Livro de Mágoas.
Em 2001 a cantora brasileira Nicole Borguer estreou seu primeiro álbum Amar — Um Encontro com Florbela Espanca, musicando sonetos de diversas fases da poetisa, com estilos musicais também diversos. Em 2013 a artista portuguesa Senhora Dona Morte lança 18 dos sonetos da poetisa com o título Florbela.
Ainda é possível encontrar seus poemas Caravelas e Desejos Vãos na obra da fadista Mariza.

## Florbela Espanca em filmes
Florbela Espanca — filme de 1978 (24 minutos aproximadamente) na rede de televisão portuguesa RTP.
Em 2012, a RTP exibiu a minissérie em três capítulos Perdidamente Florbela, — programa com Dalila Carmo no papel de Florbela, Ivo Canelas no papel de Apeles e Albano Jerónimo no papel de Mário Lage, programa esse adaptado à sétima arte e exibido em salas de cinema com o título de Florbela.